# Bom Jesus da Penha
Bom Jesus da Penha är en kommun i Brasilien.   Den ligger i delstaten Minas Gerais, i den sydöstra delen av landet, 600 km söder om huvudstaden Brasília. Antalet invånare är 3 882.
Omgivningarna runt Bom Jesus da Penha är huvudsakligen savann. Runt Bom Jesus da Penha är det ganska glesbefolkat, med 32 invånare per kvadratkilometer.